# 复兴厂镇
复兴厂镇，是中华人民共和国湖南省常德市澧县下辖的一个乡镇级行政单位。

## 行政区划
复兴厂镇下辖以下地区：
桃花园社区、魏家村、温泉村、金盆村、万松村、陆家村、又兴村、铜鼓村、谭家峪村、双堰村、新垱村、陈岗村、夏家村、天河村、双桥村、李家村和鲁家湾村。